# Női egyéni műkorcsolya az 1924. évi téli olimpiai játékokon
Az 1924. évi téli olimpiai játékokon a műkorcsolya női egyéni versenyszámát január 28-án és 29-én rendezték. Az aranyérmet az osztrák Herma Szabo nyerte. Magyar versenyző nem vett részt a versenyen.

## Eredmények
Hét bíró pontozta a versenyzőket. A pontok alapján a bírók mindegyikénél külön-külön kialakult egy sorrend, az egyes szakaszokban (kötelező elemek, kűr) és az összesítésnél is, ez egy helyezési pontszámot is jelentett. Az egyes szakaszok, valamint az összesítés eredménye a következő kritériumok alapján alakult ki:
1. „Többségi helyezések száma”. Az a versenyző végzett előrébb, akit a bírók többsége előrébb rangsorolt. A bírók többsége azt jelentette, hogy a legjobb 4 helyezést adó bíró helyezési pontszámait vették figyelembe, de ha a 4. bíró helyezésével még volt azonos helyezés, akkor az(oka)t is figyelembe vették. Ezt az adatot tartalmazza az oszlop. (Pl. a „6×3+” azt jelenti, hogy a versenyző 6 bírónál az első 3 hely valamelyikén végzett.)
2. „Helyezések összege” (az összes bíró helyezési pontszámainak összege)
3. „Pont” (az összes bíró által adott összpontszám)
4. A kötelező elemek pontszáma

### Kötelező elemek
A kötelező programot január 28-án rendezték.
| Hely. | Versenyző         | Nemzet                 | Többségi helyezések száma | Helyezések összege | Pont    |
| ----- | ----------------- | ---------------------- | ------------------------- | ------------------ | ------- |
| 1.    | Herma Szabo       | Ausztria (AUT)         | 6×1+                      | 8,0                | 1260,25 |
| 2.    | Beatrix Loughran  | Egyesült Államok (USA) | 7×2+                      | 13,0               | 1224,00 |
| 3.    | Ethel Muckelt     | Nagy-Britannia (GBR)   | 4×3+                      | 23,5               | 1063,50 |
| 4.    | Theresa Blanchard | Egyesült Államok (USA) | 7×4+                      | 25,5               | 1029,75 |
| 5.    | Cecil Smith       | Kanada (CAN)           | 4×5+                      | 38,0               | 934,25  |
| 6.    | Kathleen Shaw     | Nagy-Britannia (GBR)   | 6×6+                      | 41,0               | 944,00  |
| 7.    | Andrée Joly       | Franciaország (FRA)    | 5×7+                      | 49,0               | 864,50  |
| 8.    | Sonja Henie       | Norvégia (NOR)         | 7×8+                      | 54,0               | 796,75  |

### Kűr
A kűrt január 29-én rendezték. A pontszám a bírók által adott pontok 12-szerese.
| Hely. | Versenyző         | Nemzet                 | Többségi helyezések száma | Helyezések összege | Pont   |
| ----- | ----------------- | ---------------------- | ------------------------- | ------------------ | ------ |
| 1.    | Herma Szabo       | Ausztria (AUT)         | 5×1+                      | 8,0                | 834,00 |
| 2.    | Andrée Joly       | Franciaország (FRA)    | 5×3+                      | 20,5               | 759,00 |
| 3.    | Beatrix Loughran  | Egyesült Államok (USA) | 6×4+                      | 25,0               | 735,00 |
| 4.    | Theresa Blanchard | Egyesült Államok (USA) | 4×4+                      | 31,0               | 717,00 |
| 5.    | Cecil Smith       | Kanada (CAN)           | 4×5+                      | 38,0               | 681,00 |
| 6.    | Ethel Muckelt     | Nagy-Britannia (GBR)   | 6×6+                      | 41,0               | 687,00 |
| 7.    | Sonja Henie       | Norvégia (NOR)         | 5×7+                      | 39,5               | 630,00 |
| 8.    | Kathleen Shaw     | Nagy-Britannia (GBR)   | 7×8+                      | 49,0               | 603,00 |

### Végeredmény
| Helyezés | Versenyző         | Nemzet                 | Helyezési pontszámok bírónként | Helyezési pontszámok bírónként | Helyezési pontszámok bírónként | Helyezési pontszámok bírónként | Helyezési pontszámok bírónként | Helyezési pontszámok bírónként | Helyezési pontszámok bírónként | Több. hely. száma | Hely. össz. | Pont   |
| Helyezés | Versenyző         | Nemzet                 | 1                              | 2                              | 3                              | 4                              | 5                              | 6                              | 7                              | Több. hely. száma | Hely. össz. | Pont   |
| -------- | ----------------- | ---------------------- | ------------------------------ | ------------------------------ | ------------------------------ | ------------------------------ | ------------------------------ | ------------------------------ | ------------------------------ | ----------------- | ----------- | ------ |
| Arany    | Herma Szabo       | Ausztria (AUT)         | 1,0                            | 1,0                            | 1,0                            | 1,0                            | 1,0                            | 1,0                            | 1,0                            | 7×1+              | 7           | 2094,3 |
| Ezüst    | Beatrix Loughran  | Egyesült Államok (USA) | 2,0                            | 2,0                            | 2,0                            | 2,0                            | 2,0                            | 2,0                            | 2,0                            | 7×2+              | 14          | 1959,0 |
| Bronz    | Ethel Muckelt     | Nagy-Britannia (GBR)   | 4,0                            | 3,0                            | 3,0                            | 4,0                            | 4,0                            | 3,0                            | 5,0                            | 6×4+              | 26          | 1750,5 |
| 4.       | Theresa Blanchard | Egyesült Államok (USA) | 3,0                            | 4,0                            | 4,0                            | 3,0                            | 5,0                            | 5,0                            | 3,0                            | 5×4+              | 27          | 1746,8 |
| 5.       | Andrée Joly       | Franciaország (FRA)    | 6,0                            | 6,0                            | 7,0                            | 5,0                            | 3,0                            | 7,0                            | 4,0                            | 5×6+              | 38          | 1623,5 |
| 6.       | Cecil Smith       | Kanada (CAN)           | 5,0                            | 7,0                            | 5,0                            | 8,0                            | 6,0                            | 6,0                            | 7,0                            | 4×6+              | 44          | 1615,3 |
| 7.       | Kathleen Shaw     | Nagy-Britannia (GBR)   | 7,0                            | 8,0                            | 6,0                            | 6,0                            | 7,0                            | 4,0                            | 8,0                            | 5×7+              | 46          | 1547,0 |
| 8.       | Sonja Henie       | Norvégia (NOR)         | 8,0                            | 5,0                            | 8,0                            | 7,0                            | 8,0                            | 8,0                            | 6,0                            | 7×8+              | 50          | 1426,8 |